# Горубсо
„Горубсо“ е миннообогатителен комбинат в Мадан.

## История
На 12.1.1939 г. с участието на Българо-швейцарското дружество „Гранатоид“ и немските фирми „Шолберг цинк“, „Ото Волф“ и „Фелтен и Гийом“ се основава акционерно дружество „Пирин“, което започва изграждане на производствени мощности за добив и преработка на оловно-цинкова полиметална руда и поставя началото на изграждането и утвърждаването на град Кърджали като промишлен център.
От архивните материали се вижда, че още с основаването на дружеството се започва целенасочена работа за развитието на цялостната техническа и социална инфраструктура на региона, на суровинната база, минното строителство, транспортните връзки и други.
След втората световна война въз основа на решения на Берлинската конференция за изплащане на репарации немските активи на дружество „Пирин“ по състояние към 31.06.1946 г. са предадени в собственост на СССР.
Съгласно спогодба между правителствата на СССР и България от май 1949 година се създава съветско-българското минно-рудно дружество ГОРУБСО /Горно-рудное болгаро-советское общество/. От октомври 1955 година СССР предава своята част от капитала в ГОРУБСО на България и то става изцяло българско.
Комбинатът е създаден през 1950 г. чрез междуправителствена спогодба между Народна република България и СССР за добив и експлоатация на оловно-цинкови руди в Източните Родопи. Първоначално е българо-съветско минно дружество „Горубсо“ (Горно-рудничное болгаро-советское общество), което е създадено въз основата на минните акционерни дружества „Родопски метал“ и „Пирин“.
Построяват се нови рудници, пътища и обогатителни фабрики. Извършват се проучвания, капитални строителства, добив и обогатяване на оловно-цинкова руда и произвеждане на оловен, пиритен и цинков концентрат. Те се преработват в Оловно-цинковия завод в Кърджали и в Комбината за цветни метали между Пловдив и Асеновград.
През 1991 г. комбинатът е преобразуван в държавно акционерно дружество, а през 1998 г. дейността му е прекратена. Обособени са 8 държавни акционерни фирми – мините в Кърджали, Момчилград, Мадан, Златоград, Лъки, Звездел, Рудозем и Ерма река, които са приватизирани през 1999 г.